# Jamais sans toi
Pour les articles homonymes, voir  Jamais sans toi.
Pour plus de détails, voir Fiche technique et Distribution.
Jamais sans toi (Do começo ao fim, litt. « Du début à la fin ») est un film brésilien réalisé par Aluizio Abranches et sorti en 2009.

## Synopsis
Depuis tout petit, Francisco ne fait que protéger son petit demi-frère Thomás. Aux yeux de leur mère Julieta, ils sont très proches, mais peut-être trop proches.
Francisco a vingt-cinq ans et Thomás, vingt ans, lorsque leur mère est décèdée, mais ces deux demi-frères deviennent vite amants et vivent une histoire d'amour.

## Fiche technique
Sauf indication contraire, les informations mentionnées dans cette section peuvent être confirmées par la base de données cinématographiques IMDb,  présente dans la section « Liens externes ».
- Titre original : Do começo ao fim
- Titre international : From Beginning to End
- Titre français : Jamais sans toi
- Réalisation et scénario : Aluizio Abranches (en)
- Musique : André Abujamra (en)
- Décors : Bruno Testore Schmidt
- Costumes : Antônio Guedes
- Photographie : Ueli Steiger (en)
- Montage : Fábio Limma (pt)
- Production : Aluizio Abranches, Fernando Libonati, Iker Monfort et Marco Nanini
- Sociétés de production : Lama films, Monfort Producciones, Pequena Central et Takoira Films, en coproduction avec Estudios Quanta, Europa Filmes et Teleimage
- Sociétés de distribution : Downtown Filmes et Riofilme (Brésil) ; Optimale (France)
- Pays de production :  Brésil
- Langue originale : portugais, espagnol, anglais
- Format : couleur - 2,35:1 - 35 mm - son Dolby Digital
- Genre : drame, romance
- Durée : 97 minutes
- Dates de sortie :
  - Brésil : 12 novembre 2009 (Festival Mix Brasil) ; 27 novembre 2009 (sortie nationale)
  - France : 12 mai 2010
  - Québec : 17 juin 2011 (DVD)[1]
- Public :
  -  Interdit aux moins 18 ans
  -  13 ans et plus[1]

## Distribution
- Rafael Cardoso : Thomás, adulte
- Gabriel Kaufmann (pt) : Thomás, enfant
- João Gabriel (en) : Francisco, adulte
- Lucas Cotrim (pt) : Francisco, enfant
- Júlia Lemmertz : Julieta
- Fábio Assunção : Alexandre
- Louise Cardoso : Rosa
- Jean Pierre Noher : Pedro

## Production

### Attribution des rôles
João Gabriel (en), ancien mannequin à l'agence Ford, a été choisi pour le rôle adulte de Francisco. C'est sa première apparition à l'écran, contrairement à Rafael Cardoso qui, également ancien mannequin, a déjà commencé sa carrière dans Beleza Pura, une telenovela brésilienne en 2008 sur Rede Globo.

### Tournage
Le tournage a lieu à Buenos Aires (Argentine) et à Rio de Janeiro (Brésil).

## Accueil

### Festival et sortie
Une avant-première a eu lieu au Festival de MixBrasil, le 12 novembre 2009 à São Paulo, où il a connu un triomphe.

« Évidemment, si vous mélangez de l'amour, du sexe, de l'homosexualité et de l'inceste… ça secoue ! »

— Fernando Libonati, producteur du film.

### Critique
Les thèmes abordés sont notamment l'homosexualité et l'inceste entre deux demi-frères. Bien que non-revendiquée, l'influence du roman L'Agneau carnivore d'Agustín Gómez-Arcos est patente dans de nombreux dialogues et scènes[réf. nécessaire].

### Box-office
Alors que ce film devait sortir le 28 août 2009 au Brésil, à cause d'une polémique en raison du thème, il est officiellement projeté le 27 novembre 2009 dans douze salles et a fait près de cent mille entrées.
Après les séances brésiliennes, la France est le premier pays à sortir le film avant l'Argentine qui le verra en juillet 2010.
En Europe, le film rassemble 14 637 spectateurs.